# Babucs Zoltán
Babucs Zoltán (Jászberény, 1974. február 14. –) magyar hadtörténész-muzeológus tősgyökeres jászkun család sarja, felesége a kézdivásárhelyi születésű Madarász Éva.
A jászberényi Lehel Vezér Gimnáziumban érettségizett, s ezt követően felsőfokú tanulmányait az Eötvös Loránd Tudományegyetem Bölcsészettudományi Karán (történelem, új- és legújabbkori történeti muzeológia) végezte.
A budapesti HM Hadtörténeti Intézet és Múzeum tudományos munkatársaként dolgozott – kisebb megszakításokkal – közel két évtizedig. 2017 és 2021 között a Magyar Hírlap (polgári közéleti napilap) szerkesztőségének munkatársa volt, mint újságíró és lapszerkesztő. 2019 óta a Magyarságkutató Intézet Történeti Kutatóközpont ügyvivő szakértőjeként tevékenykedik.
Szakterülete: a második világháborús Magyar Királyi Honvédség, az 1848/49. évi magyar függetlenségi háború honvédseregének története, a jászkunok és a székelyek katonáskodása.
Félezernél több tanulmány, tudományos cikk mellett harminckét kötet szerzője vagy társszerzője, sajtó alá rendezője. Kutatási területének országosan elismert szakértőjeként a közmédia műsorainak és adásainak szereplője, ünnepi megemlékezések meghívott történész előadója a Kárpát-medencében és azon túl is. Korábban hadtörténeti írásai, tanulmányai a Nagy Magyarország konzervatív történelmi periodikában és a Történelemportál magazinban láttak napvilágot. Cikkei 2011 óta olvashatóak a Magyar Hírlapban – míg 2016-ban a Magyar Idők és a Magyar Demokrata hasábjain is jelentek meg írásai –, a Magyar Nemzetben, valamint a felvidéki Magyar7 hetilapban, a Rubicon és a Trianoni Szemle történelmi folyóiratokban. Publikációi az interneten is megtalálhatók, önálló hadtörténész rovata van a felvidéki Felvidek.ma honlapon.

## Fontosabb művei

### Önálló kötetek
- Babucs Zoltán: Jászkun alakulatok az 1848/49-es magyar függetlenségi háborúban. Jász Múzeum, Jászberény, 1995. ISBN 9637113045[8]
- Babucs Zoltán: „Század vigyázz! Harckocsira!” A jászberényi páncélos zászlóalj a II. világháborúban. Jászsági honvédek a II. világháborúban. I. kötet. Jász Honvédekért Alapítvány, Jászberény, 2000. ISBN 963 00 5228 8[9]
- Babucs Zoltán: „Megremeg a föld, amerre magyar honvéd lába lép…” – a m. kir. jászberényi 2/III. és 32/III. honvéd gyalogzászlóaljak története (1939–1943). Jászsági honvédek a II. világháborúban II. kötet. Jász Honvédekért Alapítvány, Jászberény, 2001. ISBN 963-0074-052[10]
- Babucs Zoltán: A Kárpátok őrei – A székely vitézség ezer éve. Kárpátia Stúdió, Budapest, 2013. ISBN 978-615-5374-02-9[11]
- Babucs Zoltán: „Büszke magyarságotokból hitet merítünk” Magyar világ Kézdivásárhelyen és Kézdiszéken (194–1944). Hegedüs Ferenc magánkiadása, Kézdivásárhely, 2014. ISBN 978-973-0-17774-9[12]
- Babucs Zoltán: „Huszár lettem, honvédhuszár” Dr. modrai Kovách Antal tartalékos huszár hadnagy élményei és fényképei a Nagy Háborúból. Új Levédia Kiadó, Telki, 2015. ISBN 978-963-12-1704-9[13]
- Babucs Zoltán: A Kárpátok őrei. A székely vitézség ezer éve. Székelyföldi (javított, bővített) kiadás. Garabontzia Kiadó, Marosvásárhely, 2015. ISBN 978-973-0-15074-2[14]
- Babucs Zoltán: „Aki látta, nem felejti el soha” Csíkszereda és Kézdivásárhely hazatérése (1940. szeptember 11–21.). Tortoma Kiadó, Barót, 2017. ISBN 978-973-8995-47-5[15]
- Babucs Zoltán: Jászmagyar honvédek albuma (1921–1945). Tortoma Kiadó, Barót, 2017. ISBN 978-973-8995-55-0[16]
- Babucs Zoltán: „Győzött az igazság” A Felvidék hazatérésének képes albuma. Tortoma Kiadó, Barót, 2018. ISBN 978-973-8995-70-3[17]
- Babucs Zoltán: A Felvidék és Kárpátalja hazatérésének emlékalbuma. Heraldika Kiadó, Budapest, 2019. ISBN 978-615-5592-10-2[18]
- Babucs Zoltán: Jászmagyar honvédek albuma (1921–1945). II. kötet. Tortoma Kiadó, Barót, 2019. ISBN 978-973-8995-78-9[19]
- Babucs Zoltán: Hazatért Nagyvárad! (1940. szeptember 6.) Heraldika Kiadó, Budapest, 2020. ISBN 978-615-5592-16-4[20]
- Babucs Zoltán: Az igaz ügy: 1848–1849. Heraldika Kiadó, Budapest, 2020. ISBN 978-615-5592-15-7[21]
- Babucs Zoltán: „Vártunk, jöttetek!” A délvidéki országgyarapítás képes emlékalbuma. Heraldika Kiadó, Budapest, 2021. ISBN 978-615-5592-19-5[22]

### Társszerzős munkák
- Babucs Zoltán – Bús János – Illésfalvi Péter – Maruzs Roland: „Állták a csatát Tordánál fejtetőig vérben…” – Emlékönyv (sic!) a tordai csata 60. évfordulójára. Tordai Honvéd Hagyományőrző Bizottság, Torda, 2004. (1. kiadás). ISBN 973-7935-35-7[23]
- Babucs Zoltán – Bús János – Illésfalvi Péter – Maruzs Roland: „Állták a csatát Tordánál fejtetőig vérben…” – Emlékkönyv a tordai csata 60. évfordulójára. Tordai Honvéd Hagyományőrző Bizottság, Torda, 2005. (2., bővített kiadás). ISBN 973-7935-35-7[24]
- Babucs Zoltán – Szmetana György: „Csillagos ég, merre van a magyar hazám…” Mezőkövesdiek a második világháború forgatagában. Városi Könyvtár, Mezőkövesd, 2006. ISBN 963 06 0058 7[25]
- Babucs Zoltán – Maruzs Roland: „Ahol a hősök születnek”. Az egri magyar királyi „Dobó István” 14. honvéd gyalogezred a második világháborúban. Puedlo Kiadó, Budapest–Nagykovácsi, 2007. ISBN 963 9673 34 X, ISBN 978 963 9673 34 2[26]
- Babucs Zoltán – Maruzs Roland: „Ahol a hősök születnek”. Az egri magyar királyi „Dobó István” 14. honvéd gyalogezred története (1922–1945). Második, bővített kiadás. Puedlo Kiadó, Budapest–Nagykovácsi, 2007. ISBN 978 963 9673 76 2[27]
- Babucs Zoltán – Maruzs Roland: „Jász vitézek rajta, előre!” A jászberényi kerékpáros és harckocsi zászlóalj története (1921–1945). Puedlo Kiadó, Budapest–Nagykovácsi, 2007. ISBN 978 963 9673 731[28]
- Babucs Zoltán – Maruzs Roland – Szabó Péter: „Légy győzelmek tanúja…” A kecskeméti magyar királyi „Zrínyi Miklós” 7. honvéd gyalogezred a második világháborúban. Puedlo Kiadó, Budapest–Nagykovácsi, 2008. ISBN 978 963 2490 571[29]
- Babucs Zoltán – Szabó Péter: „Szent Istvánnal álljuk mindig a vártát”. A székesfehérvári magyar királyi „Szent István” 3. honvéd gyalogezred a második világháborúban. Puedlo Kiadó, Budapest–Nagykovácsi, 2009. ISBN 978 963 249 100 4[30]
- Babucs Zoltán – Szabó Péter: „Legyetek eskütökhöz hívek mindhalálig!” A budapesti magyar királyi „József nádor” 2. honvéd gyalogezred a második világháborúban. Puedlo Kiadó, Budapest–Nagykovácsi, 2013. ISBN 978 963 249 148 6[31]

### Sajtó alá rendezett visszaemlékezések
- Erdeös László, nemes: A magyar honvédelem egy negyedszázada (1919–1944) I-II. kötet. Attraktor Kiadó, Máriabesnyő–Gödöllő, 2007. I. kötet ISBN 978-963-9580-89-3., II. kötet ISBN 978-963-9580-90-9[32]
- Dr. Harsányi István: Galambok a tüzelőállásban. Új Levédia, Gödöllő, 2012. ISBN 978-963-89604-1-2[33]
- Dr. Lux Gyula: Hadinaplóm. Egy tartalékos tiszt élményei a Nagy Háborúból és Budapest 1944–1945. évi ostromáról. Puedlo Kiadó, Budapest–Nagykovácsi, 2016. ISBN 978 963 249 150 9[34]
- Id. Szabó Lajos és ifj. Szabó Lajos dr.: „Nektek írtam, fiaim...” Fogolynaplótól a háborús emlékiratig 1914–1917, 1944–1947, családi visszaemlékezés 2017. Dr. Szabó Lajos és örökösei – Szeremlei Társaság, Hódmezővásárhely, 2017. ISBN 978-963-7379-30-7[35]
- Csáky Kálmán: Egy 32-es baka a Donnál. Csáky Kálmán tartalékos zászlós visszaemlékezései. Csáky Attila kiadása, Budapest, 2018. ISBN 978-615-00-2607-7[36]
- Hidvégi Lajos: Fegyver alatt. Az ungvári magyar királyi 24-ik hadosztályban 1944–1945. Tortoma Kiadó, Barót, 2018. ISBN 978-973-8995-66-6[37]

### Részletes publikációs lista
Babucs Zoltán által jegyzett publikációk listája.